# Richard Blackwell

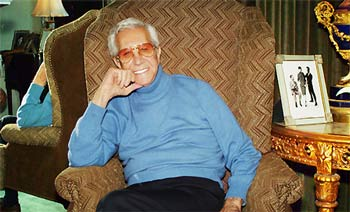
Richard Blackwell (2008)

Richard Blackwell (* 29. August 1922 in New York; † 19. Oktober 2008 in Los Angeles; eigentlich Richard Sylvan Selzer) war ein US-amerikanischer Stilkritiker, der früher auch als Modedesigner tätig war.

## Leben
Blackwell veröffentlichte seit 1960 jährlich am 11. Januar die sogenannte Blackwell-Liste, in der die nach seiner Ansicht am schlechtesten gekleideten Prominenten veröffentlicht werden. Zudem wurde von ihm gleichzeitig eine Liste der am besten angezogenen Stars veröffentlicht (Fabulous Fashion Independents).
Sein langjähriger Lebensgefährte war der Friseur Robert Spencer. Blackwell schrieb zwei Bücher Mr. Blackwell: 30 Years of Fashion Fiascos und eine Autobiografie, From Rags to Bitches.
Blackwell galt als Pionier auf dem Gebiet der Präsentation von Mode im Fernsehen. Er erschien als Modedesigner in der US-amerikanischen Fernsehserie Port Charles. sowie in verschiedenen Fernsehserien, Talk-Shows und in seiner eigenen Sendung Mr. Blackwell Presents.
Am 19. Oktober 2008 verstarb Blackwell 86-jährig an Komplikationen infolge einer Darminfektion.

## Blackwell-Liste der schlechtestgekleideten Frauen 2007
1. Victoria Beckham („Forget the fashion spice, wearing a skirt would suffice! In one skinny-mini monstrosity after another, pouty Posh can really wreck-em“.)
2. Amy Winehouse („Exploding beehives above, tacky polka-dots below, she's part '50s carhop horror.“)
3. Mary-Kate Olsen („She resembles a tattered toothpick — trapped in a hurricane.“)
4. Fergie („Yes, when it comes to couture chaos, guess it's all in a name!“)
5. Kelly Clarkson („Her heavenly voice soars above the rest … but those belly-baring bombs are hellish at best!“)
6. Eva Green („Stuck in neon nightmares not fit for the sane. Fashion this loud could give Bond a migraine! A profusion of confusion from toes to nose!“)
7. Avril Lavigne („Gothic make-up courtesy the mad spatula-Fashions provided by…The house of Dracula!“)
8. Jessica Simpson („Forget the Cowboys. In prom queen screams, can it get any worse? She's a global fashion curse!“)
9. Lindsay Lohan („Lindsay the fashion frenzy strikes again! Lohan takes fashion to a new low“)
10. Alison Arngrim („Little Nellie of the prairie, looks like a 1940's fashion editor for the Farmers Almanac.“)

## Blackwell-ListeFabulous Fashion Independents2007
- Reese Witherspoon
- Jemima Khan
- Beyoncé Knowles
- Angelina Jolie
- Helen Mirren
- Nicole Kidman
- Katie Holmes
- Katherine Heigl
- Cate Blanchett
- Kate Middleton

## Auftritte im Fernsehen
- Juvenile Court Film (1938) – als „Ears“ (Dick Selzer)
- Little Tough Guy (1938) – als „Bud“
- Promises! Promises Film (1963), Designer für Jayne Mansfield
- The Mike Douglas Show (1967) Daytime talk/variety – Gast
- Mr. Blackwell Presents (1968) TV special (Gastgeber, Designer und Produzent)
- The Tonight Show Starring Johnny Carson Late night talk: (1970–1973) – Fünf Gastauftritte
- The Virginia Graham Show (1971) Talkshow – Gast
- The Mike Douglas Show (1972) – Gast
- The Mike Douglas Show (1975) – Gast
- The Brady Brides TV-Serie (1981) A Pretty Boy Is Like A Melody – als er selbst
- Matt Houston TV series (1982) Deadly Fashion als „Valentine St. Clair“
- Matlock (1990, zwei Episoden) – als der Kunsthändler
- Civil Wars (1992) The Triumph of DeVille – als er selbst
- Blossom TV-Serie (1991) Blossom: A Rockumentary – als er selbst
- Hollywood Women Mini-series (1994) – als er selbst; Segment 4: '’Fear and Violence’’
- Howard Stern TV-Serie (1995, in zwei Episoden) – Gast
- Port Charles TV-Serie, (1997, 1999) – als er selbst (13 Episoden)
- Intimate Portrait Lifetime TV Dokumentation (1998) Marilyn Monroe – Interview
- Elvis Is Alive! I Swear I Saw Him Eating Ding Dongs Outside The Piggly Wiggly’s Film (1998) – als er selbst
- Foreign Correspondents TV Anthologie (1999) – als „Second landlord“